# ماركوس ونايت
ماركوس ونايت (24 سبتمبر 1989 في الولايات المتحدة - ) (بالإنجليزية: Marcos Knight)‏ هو لاعب كرة سلة أمريكي في مركز هجوم خلفي.

## وصلات خارجية
- ماركوس ونايت على موقع الدوري الأوروبي لكرة السلة (الإنجليزية)
- ماركوس ونايت على موقع الدوري الإسباني لكرة السلة (الإسبانية)
- ماركوس ونايت على موقع كرة السلة الأوروبية.كوم (الإنجليزية)
- ماركوس ونايت على موقع كلية كرة السلة في سبورتس رفرنس.كوم (الإنجليزية)
- ماركوس ونايت على موقع ريلجم (الإنجليزية)
- ماركوس ونايت على موقع بروبوليرز (الإنجليزية)
- ماركوس ونايت على موقع سبورتس رفرنس (الإنجليزية)